# Cuando me enamoro (telenovela)
Cuando me enamoro (no Brasil: Quando me Apaixono) é uma telenovela mexicana produzida por Carlos Moreno Laguillo para a Televisa e exibida pelo Las Estrellas entre 5 de julho de 2010 a 13 de março de 2011, substituindo Mar de amor e sendo substituída por La fuerza del destino, em 181 capítulos.
É uma história original de Caridad Bravo Adams, sendo um remake da telenovela La mentira, produzida em 1998. É adaptado por Martha Carrillo e Cristina García.
A trama é protagonizada por Silvia Navarro e Juan Soler; antagonizada por Rocío Banquells, Jessica Coch, Lisardo, Magda Karina e Odiseo Bichir. Conta com as atuações estelares de René Casados, José Ron, Lourdes Munguía, Carlos de la Mota e Grettell Valdéz e as primeiras atrizes Yolanda Mérida e Irma Dorantes.

## Sinopse
A história começa com o nascimento de duas meninas, Regina e Roberta; ambas são filhas de Roberto Gamba (Sebastián Rulli), mas de mães diferentes. Enquanto Renata é filha de Regina Soberón de Gamba (Lidia Ávila/Julieta Rosen), a esposa legítima de Roberto, Roberta é filha de Josefina "Josy" Álvares Martínez (Margarita Magaña/Rocío Banquells), a amante de Roberto. Quando Roberto diz a Josy que não vai deixar sua esposa e sua filha Regina, cheia de raiva depois de causar a morte de Roberto, Josy decide raptar a filha de Regina para se vingar dela e fazê-la sofrer. Josy muda o nome de Regina para Renata e foge com as duas meninas, deixando Regina despedaçada pela perda de sua filha.
Anos depois, Josy se casa com o milionário Gonçalo Monterrubio (Jorge de Silva/René Casados), que adota suas filhas e as amam como se fossem suas. É assim que Josy se torna Josefina Álvares de Monterrubio.
Anos depois, Roberta (Jessica Coch) é namorada de Rafael Gutiérrez (Sebastián Zurita), funcionário de Gonçalo. Ele, querendo provar a Roberta que é capaz de dar os gostos que ela está acostumada, renuncia às empresas Monterrubio e se torna dono de vinhedos de muito sucesso em Ensenada, na Baixa Califórnia. Mas Josefina mata Rafael e faz Roberta acreditar que ele a deixou. Jerônimo Linhares de la Fonte (Juan Soler) é um empresário que mora na Espanha e viaja ao México para visitar seu meio-irmão Rafael, que iria pedir a mão de Roberta.
No aeroporto, Jerônimo tem um encontro casual com Renata Monterrubio (Silvia Navarro), e imediatamente se torna cativado por ela. Ao saber da morte de seu irmão, Jerônimo jura vingá-lo, impossibilitando a vida daquela que ele chama de "A Bonita". Tudo aponta para uma mulher cujo nome começa com "R"; a princípio, suas suspeitas vão para Roberta, a verdadeira "A Bonita", mas Josefina consegue fazer Jerônimo acreditar que "A Bonita" é sua filha Renata. Mas o destino mostrará a Jerônimo que ele estava errado.

## Elenco
| Intérprete            | Personagem                                                      |
| --------------------- | --------------------------------------------------------------- |
| Silvia Navarro        | Renata Monterrubio Álvares / Regina Gamba Soberón de Linhares   |
| Juan Soler            | Jerônimo Linhares de la Fuente                                  |
| Rocío Banquells       | Josefina Álvares Martínez de Monterrubio                        |
| Jessica Coch          | Roberta Monterrubio Álvares / Roberta Gamba Álvares             |
| René Casados          | Gonçalo Monterrubio                                             |
| Julieta Rosen         | Regina Soberón de Gamba / Regina Soberón de Monterrubio         |
| José Ron              | Matias Monterrubio                                              |
| Lourdes Munguía       | Constança Monterrubio de Sanches                                |
| Alfredo Adame         | Honório Sanches                                                 |
| Lisardo               | Augusto Durán                                                   |
| Wendy González        | Adriana Beltrán / Adriana Sanches Beltrán                       |
| Florencia de Saracho  | Adriana Beltrán / Adriana Sanches Beltrán                       |
| Martha Julia          | Dr.ª Marina Siqueira                                            |
| Grettell Valdéz       | Matilde Lopes / Matilde Lopes de Estrada                        |
| Carlos de la Mota     | Carlos Estrada                                                  |
| Luis Gatica           | Lázaro Lopes                                                    |
| Yolanda Ventura       | Karina Aguilar de Neves / Karina Aguilar de Lopes               |
| Olivia Bucio          | Inês Fonseca do Vale                                            |
| Guillermo Capetillo   | Antônio Irineu                                                  |
| Aleida Núñez          | Alzira Campos Flores de Fortes                                  |
| Yolanda Mérida        | Manuela                                                         |
| Hugo Macías Macotela  | Padre Severino                                                  |
| Odiseo Bichir         | Dr. Álvaro Neves                                                |
| Ferdinando Valencia   | César José Casilhas                                             |
| Alejandro Ruiz        | Ezequiel Fortes                                                 |
| Antonio Medellín      | Isidro do Vale                                                  |
| Magda Karina          | Branca Campos / Dominique de la Riva / Marisa del Rio           |
| Arturo Peniche        | Bispo João Cristóvão Gamboa Martelli                            |
| Julio Mannino         | Saul Guardiola                                                  |
| Sebastián Zurita      | Rafael Gutiérrez de la Fuente                                   |
| Sebastián Rulli       | Roberto Gamba Salgado                                           |
| Eleazar Gómez         | Aníbal Chaves                                                   |
| Geraldine Galván      | Alisson Contreras                                               |
| Jackie García         | Selena Camargo                                                  |
| Irma Dorantes         | Carla de Soberón                                                |
| David Ostrosky        | Benjamin Casilhas                                               |
| Jesús Moré            | Diego Lara                                                      |
| Veticeyva Vielma      | Hermínia                                                        |
| Yoselin Sánchez       | Elizabeth "Beth" Arteaga                                        |
| Ilithya Manzanilla    | Aurora                                                          |
| Pablo Cruz Guerrero   | Daniel                                                          |
| Zoraida Gómez         | Julieta Montiel                                                 |
| Jorge Alberto Bolaños | Dr. Ramiro Soto                                                 |
| Raquel Morell         | Ágatha Beltrán                                                  |
| Marco Muñoz           | Germano Barroso                                                 |
| Christian Vega        | André "Andrezinho" do Vale Fonseca                              |
| Eduardo Cáceres       | Delegado Cantú                                                  |
| Sachi Tamashiro       | Eulália                                                         |
| Michelle Ramaglia     | Priscila                                                        |
| Sussan Taunton        | Luciana Peniche                                                 |
| Arturo Vences         | Leôncio Peres de Mattos                                         |
| Vicente Herrera       | Dr. Escandón                                                    |
| Marco Uriel           | Dr. Cintra                                                      |
| Sara Monar            | Gema de Barroso                                                 |
| Vanessa Mateo         | Lorena                                                          |
| Amor Flores           | Corina                                                          |
| Gabriel Roustand      | Medeiros                                                        |
| Javier H              | Agente Pérez                                                    |
| Ricardo de León       | Gustavo Salgado                                                 |
| Carlos Barragán       | Cristian                                                        |
| Francisco Avendaño    | Raimundo Estrada                                                |
| Aldo Fabila           | Detetive Henrique                                               |
| Arcadio Manuel Pavía  | Dr. Leandro Oliveira Covas                                      |
| Carlos Cámara Jr.     | Fabiano                                                         |
| Mario Zulayca         | Humberto                                                        |
| Mónika Rojas          | Raquel                                                          |
| Hope Diaz             | Nora Conrado                                                    |
| Anthony Zamanz        | Marco                                                           |
| Laila Tornero         | Madalena                                                        |
| Benjamín Islas        | Dr. Barreiros                                                   |
| Alfredo Alfonso       | Juiz do julgamento de Josefina                                  |
| Miguel Serros         | Promotor do julgamento de Josefina                              |
| Vania Pardo           | Professora de Andrezinho                                        |
| Esteban Franco        | Capanga de Augusto                                              |
| Ricardo Vera          | Juiz do concurso de vinhos                                      |
| Luigi Silva           | Juiz do concurso de vinhos                                      |
| Milia Nader           | Fotógrafa                                                       |
| Alondra Pavón         | Enfermeira                                                      |
| Linet                 | Empregada                                                       |
| Rubén Zerecero        | Homem na agência dos correios                                   |
| Beatriz Tejada        | Paciente do hospital                                            |
| Lidia Ávila           | Regina Soberón de Gamba (Jovem)                                 |
| Margarita Magaña      | Josefina "Josy" Álvares Martínez (Jovem)                        |
| Jorge de Silva        | Gonçalo Monterrubio (Jovem)                                     |
| Mario Carballido      | Honório Sanches (Jovem)                                         |
| Mariney Sendra        | Constança Monterrubio de Sanches (Jovem)                        |
| Silvia Manríquez      | Carlota de Soberón (Jovem)                                      |
| Susana Diazayas       | Inês Fonseca de Do Vale (Jovem)                                 |
| Juan Ángel Esparza    | Isidro do Vale (Jovem)                                          |
| Araceli Rangel        | Ágatha Beltrán (Jovem)                                          |
| Luciano Corigliano    | Jerônimo Linhares de la Fuente (Jovem)                          |
| Víctor Partida        | André "Andrezinho" do Vale Fonseca (Jovem)                      |
| Georgina Domínguez    | Renata Álvares Martínez / Renata Monterrubio Álvares (Menina)   |
| Ivanna Díaz           | Roberta Álvares Martínez / Roberta Monterrubio Álvares (Menina) |
| Andrés Torres Romo    | Matias Monterrubio (Menino)                                     |
| Enrique Iglesias      | Ele mesmo                                                       |
| Juan Luis Guerra      | Ele mesmo                                                       |
| Silikon               | Eles mesmos                                                     |
| Camila                | Eles mesmos                                                     |
| Maxine Woodside       | Ela mesma                                                       |

## Exibição

#### No México
Foi reprisada no TLNovelas entre 11 de abril e 18 de agosto de 2022, substituindo Cañaveral de pasiones e sendo substituída por La malquerida.

#### No Brasil
Foi exibida no SBT, de 20 de julho de 2020 a 22 de fevereiro de 2021, em 156 capítulos, sucedendo Betty, a Feia em NY e antecedendo a também inédita Amores Verdadeiros ás 18h30.
Foi exibida no canal pago TLN Network de 18 de outubro de 2021 a 24 de junho de 2022, substituindo Destilando amor e sendo substituída por Manancial, com dublagem em português, realizada pelo estúdio Universal Cinergia, diferente do SBT.[carece de fontes?]
Foi reprisada no SBT de 15 de julho de 2024 a 16 de maio de 2025, em 217 capítulos, substituindo Teresa e sendo substituída pelo seriado mexicano Chaves, inicialmente ás 14h30, sendo mudada para ás 13h45 em 10 de fevereiro de 2025, ocupando a faixa que era de Carinha de Anjo. Não foi ao ar nos dias 25 de dezembro de 2024, 1.° de janeiro e 4 de março de 2025 devido à exibição do especial Feriadão SBT.
Anteriormente, o SBT já tinha exibido uma versão dessa mesma história, La mentira em 2000 e reprisada em 2016. Em 2010, produziu uma versão própria: Corações Feridos que foi engavetada e exibida em apenas em 2012.

#### Europa
Foi exibida pela Record Europa entre 12 de abril de 2023 e 01 de março de 2024, em 233 capítulos, substituindo Mar de amor.

## Audiência

### No México
| Horário             | # Eps. | Estreia            | Estreia           | Final               | Final           | Posição | Temporada   | Classificação geral |
| Horário             | # Eps. | Data               | Primeiro capítulo | Data                | Último capítulo | Posição | Temporada   | Classificação geral |
| ------------------- | ------ | ------------------ | ----------------- | ------------------- | --------------- | ------- | ----------- | ------------------- |
| Segunda—Sexta 19:15 | 181    | 5 de julho de 2010 | 19                | 13 de março de 2011 | 27              | #1      | 2010 - 2011 | 19                  |

A trama estreou com 19.4 pontos de média. Manteve audiência entre 16 e 17 pontos, e logo chegou aos 18 e 19 ao longo dos meses. Devido à boa audiência, a trama foi alargada em alguns meses. Bateu recorde negativo no dia 24 de dezembro de 2010,  véspera de Natal, quando alcançou 12.8 pontos. O último capítulo bateu recorde de audiência com 26.9 pontos de média. Terminou com uma média de 18.9 pontos.

### No Brasil
Exibição original
| Horário             | # Eps. | Estreia             | Estreia           | Final                   | Final           | Posição | Temporada   | Classificação geral |
| Horário             | # Eps. | Data                | Primeiro capítulo | Data                    | Último capítulo | Posição | Temporada   | Classificação geral |
| ------------------- | ------ | ------------------- | ----------------- | ----------------------- | --------------- | ------- | ----------- | ------------------- |
| Segunda—Sexta 18:30 | 156    | 20 de julho de 2020 | 6.4               | 22 de fevereiro de 2021 | 7.7             | #3      | 2020 - 2021 | 6.8                 |

Estreou com 6.4 pontos, ficando em terceiro lugar, contra 9.6 da RecordTV que exibia o Cidade Alerta e 19.1 da Rede Globo com a edição especial de Malhação: Viva a Diferença. O segundo capítulo registrou 6.6 pontos. O terceiro capítulo consolidou 6.1 pontos. Em 6 de agosto de 2020, registrou 5.6 pontos. No dia 13 de agosto de 2020, marcou 6.5 de média e 7.0 de pico, chegando a empatar com o segundo colocado, além de assumir a vice-liderança durante um minuto, algo que não era visto desde a reprise de A Dona em 2019. Em 28 de agosto de 2020, bate recorde com 6.8 pontos. Registra a mesma audiência no dia 31 de agosto de 2020. Em 3 de setembro de 2020, cravou 7.1 pontos com picos de 7.7, chegando a assumir a vice-liderança isolada por alguns minutos. Em 8 de setembro de 2020, bate novo recorde com 7.6 pontos. Em 22 de setembro, bate novo recorde com 7.9 pontos. Em 24 de setembro, bateu novo recorde com 8 pontos, e assumindo a vice-liderança por alguns minutos. Em 29 de setembro a novela alcançou 8.5 pontos e ficou na vice-liderança durante toda a sua exibição. Em 23 de novembro, bateu recorde marcando 8.6 pontos e 10 de pico, ficando na vice-liderança. Repetiu o mesmo recorde no dia 15 de fevereiro de 2021.
Nos dias 24 de dezembro de 2020 e 1.° de janeiro de 2021, registra a sua menor audiência até então com 4.9 pontos.
O último capítulo, exibido em 22 de fevereiro de 2021, cravou 7.7 pontos. A trama teve média geral de 6.8 pontos, elevando a média perdida da faixa das 18h e se tornando um sucesso.
Em sua exibição, a novela passou a ficar na maioria dos momentos na casa dos 7 pontos, chegando a picos de 8, assumindo constantemente a vice-liderança, chegando a superar até mesmo as novelas infantis noturnas no ranking de programas mais assistidos do SBT. Além disso, a trama já superou boa parte dos textos mexicanos exibidos na faixa das 18h30, a sua antecessora Betty, a Feia em NY e a terceira reprise de Carrossel, ficando atrás somente de A Dona nos anos de 2015 e 2019, Meu Coração é Teu, A Gata e Amanhã é Para Sempre.
Reprise
| Horário                   | # Eps. | Estreia             | Estreia           | Final              | Final           | Posição | Temporada   | Classificação geral |
| Horário                   | # Eps. | Data                | Primeiro capítulo | Data               | Último capítulo | Posição | Temporada   | Classificação geral |
| ------------------------- | ------ | ------------------- | ----------------- | ------------------ | --------------- | ------- | ----------- | ------------------- |
| Segunda—Sexta 14:30 13:45 | 217    | 15 de julho de 2024 | 3.1               | 16 de maio de 2025 | 3.5             | #3      | 2024 - 2025 | 3.4                 |

Reestreou com 3.1 pontos, mantendo os índices da faixa. O segundo capítulo registrou 2.7 pontos. O terceiro capítulo registrou 3.5 pontos. Em 25 de julho de 2024 registrou 4.3 pontos. Em 21 de abril de 2025 registrou 4.5 pontos. O último capítulo registrou 3.5 pontos. Teve média geral de 3.4 pontos, satisfatório para a faixa em que era exibida.

## Músicas
| Música                   | Intérprete                          | Duração | Nota                      |
| ------------------------ | ----------------------------------- | ------- | ------------------------- |
| Cuando Me Enamoro        | Enrique Iglesias e Juan Luis Guerra | 3:20    | Tema de abertura          |
| De Qué Me Sirve la Vida  | Camila                              | 4:08    | Tema de Renata e Jerônimo |
| Porque                   | Manuel Carrasco                     | 3:38    | Tema de Renata e Jerônimo |
| ¿Qué Nos Está Pasando?   | Manuel Carrasco                     | 4:33    | Tema de Renata e Jerônimo |
| Que Nadie                | Manuel Carrasco                     | 3:57    | Tema de Renata e Jerônimo |
| Por Eso Si Te Vas        | Manuel Carrasco                     | 3:40    | Tema de Renata e Jerônimo |
| Y Ahora                  | Manuel Carrasco                     | 4:15    | Tema de Renata e Regina   |
| Antes de Ti              | Manuel Carrasco                     | 3:23    | Tema de Renata e Matias   |
| Sígueme                  | Manuel Carrasco                     | 3:42    | Tema de Regina e Antônio  |
| Cuando Me Enamoro        | Andrea Bocelli                      | 3:55    | Tema de Regina e Gonçalo  |
| Juego                    | Silikon                             | 3:45    | Tema de Adriana e Matias  |
| Dime                     | Silikon                             | 3:35    | Tema de Adriana e César   |
| Mi Bendición             | Juan Luis Guerra                    | 3:08    | Tema de Karina e Lázaro   |
| Niña de Mi Corazón       | La Arrolladora Banda El Limón       | 3:08    | Tema de Carlos e Matilde  |
| Para Que Sigas Volando   | Gerardo Urquiza                     | 3:46    | Tema de Carlos e Matilde  |
| No Para de Llover        | Erik Rubín                          | 4:29    | Tema de Matias            |
| Tu Voz                   | Erik Rubín                          | 3:38    | Tema de Marina e Jerônimo |
| Esta Vez Quiero Ser Yo   | Pastora Soler e Manuel Carrasco     | 4:02    | Tema de Renata            |
| Invisible Para Ti        | Alejandra Rojas                     | 3:55    | Tema de Adriana           |
| Mariposa Traicionera     | Maná                                | 4:25    | Tema de Roberta e Germano |
| Señora                   | Francisco Céspedes                  | 3:24    | Tema de Constança e César |
| Alguien                  | Jaime Kohen e Claudia White         | 3:40    | Tema de Aníbal e Alisson  |
| Cosquillas al Cielo      | Miguel Inzunza                      | 4:41    | Tema de Marina            |
| Algo se Muere en el Alma | Ecos del Rocío                      | 4:28    | Tema de morte             |
| Cuando Me Enamoro        | Angélica María                      | 3:01    | Tema da primeira fase     |
| En Cambio No             | Laura Pausini                       | 3:55    | Tema de João Cristóvão    |

## Versões
- La mentira (1952), filme dirigido por Juan J. Ortega e protagonizado por Marga López, Jorge Mistral e Gina Cabrera.
- La mentira (1965), telenovela dirigida e produzida por Ernesto Alonso para Televisa. Protagonizada por Julissa, Enrique Lizalde e Fanny Cano.
- Calúnia (1966), telenovela adaptada por Thalma de Oliveira para a TV Tupi. Foi protagonizada por Fernanda Montenegro, Sérgio Cardoso e Geórgia Gomide.
- La mentira (1970), filme dirigido por Emilio Gómez Muriel e protagonizada por Julissa, Enrique Lizalde e Blanca Sánchez.
- El amor nunca muere (1982), telenovela dirigida por Alfredo Saldaña e produzida por Ernesto Alonso para Televisa. Protagonizada por Christian Bach, Frank Moro e Silvia Pasquel.
- La mentira (1998), telenovela produzida pela Televisa e protagonizada por Kate del Castillo, Guy Ecker e Karla Álvarez.
- El juramento (2008), telenovela produzida pela Telemundo e protagonizada por Natalia Streignard, Osvaldo Ríos e Dominika Paleta. No início esta telenovela teria o título de El engaño.
- Corações Feridos (2012), telenovela produzida pelo SBT adaptada por Íris Abravanel, e exibida a partir de 2012 pelo mesmo canal, foi protagonizada por Patrícia Barros, Flávio Tolezani e Cynthia Falabella.
- Lo Imperdonable (2015), telenovela produzida pela Televisa e protagonizada por Ana Brenda Contreras, Iván Sánchez e Grettell Valdéz.

## Prêmios e Indicações

### Premios TVyNovelas 2011[40]
| Categoria                | Pessoa                                                    | Resultado |
| ------------------------ | --------------------------------------------------------- | --------- |
| Melhor telenovela        | Carlos Moreno Laguillo                                    | Nomeada   |
| Melhor atriz antagonista | Rocío Banquells                                           | Ganhadora |
| Melhor atriz co-estrelar | Jessica Coch                                              | Nomeada   |
| Melhor ator co-estelar   | René Casados                                              | Nomeado   |
| Melhor ator juvenil      | Eleazar Gómez                                             | Nomeado   |
| Melhor tema musical      | Cuando me enamoro por Enrique Iglesias e Juan Luis Guerra | Ganhador  |

### PrêmiosPeople en Español2011
| Categoría    | Persona         | Resultado |
| ------------ | --------------- | --------- |
| Melhor Atriz | Silvia Navarro  | Nomeada   |
| Melhor Ator  | Juan Soler      | Nomeado   |
| Melhor Vilã  | Rocío Banquells | Nomeada   |

### Premios ACE 2012
| Categoria                  | Pessoa               | Resultado |
| -------------------------- | -------------------- | --------- |
| Melhor ator característico | Hugo Macías Macotela | Ganhador  |